# Гидроцилиндр

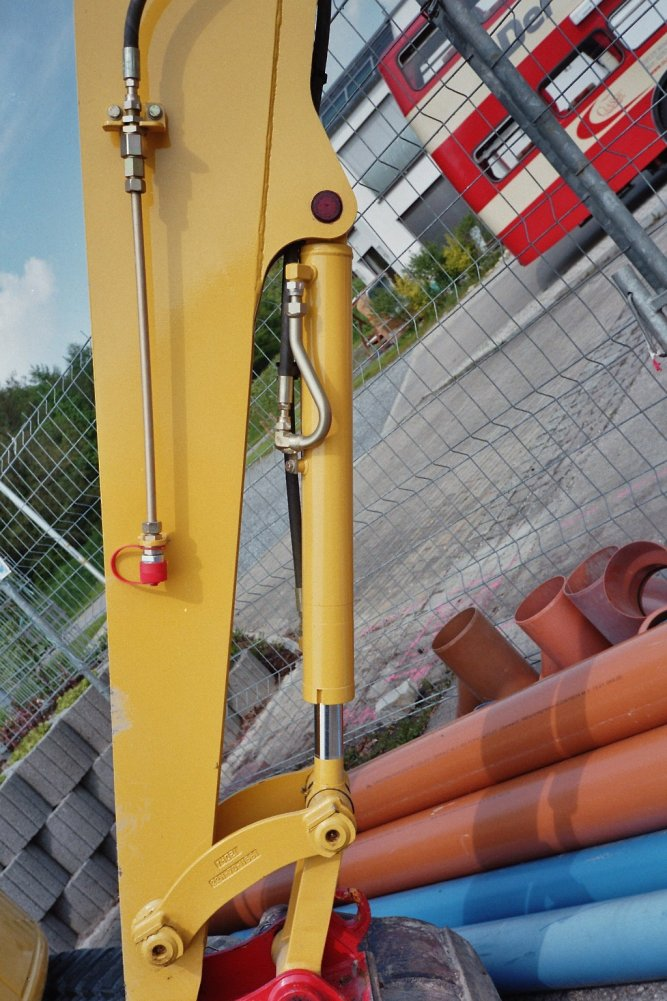

Гидроцили́ндр (гидравли́ческий цили́ндр) — объёмный гидродвигатель с возвратно-поступательным движением выходного звена.

## Виды гидроцилиндров

### Гидроцилиндры одностороннего действия

Гидроцилиндр одностороннего действия

Выдвижение штока осуществляется за счёт создания давления рабочей жидкости в поршневой полости, а возврат в исходное положение от усилия пружины.
Усилие, создаваемое гидроцилиндрами данного типа, при прочих равных условиях меньше усилия, создаваемого гидроцилиндрами двустороннего действия, за счёт того, что при прямом ходе штока необходимо преодолевать силу упругости пружины.
Пружина выполняет здесь роль возвратного элемента. В тех случаях, когда возврат производится за счет действия приводимого механизма, другого гидроцилиндра или силы тяжести поднятого груза, гидроцилиндр может не иметь возвратной пружины ввиду отсутствия необходимости. Такой принцип действия применяется в бутылочных домкратах.

### Гидроцилиндры двустороннего действия

Гидроцилиндр двустороннего действия

Как при прямом, так и при обратном ходе поршня усилие на штоке гидроцилиндра создаётся за счёт создания давления рабочей жидкости соответственно в поршневой и штоковой полости.
Следует иметь в виду, что при прямом ходе поршня усилие на штоке несколько больше, а скорость движения штока меньше, чем при обратном ходе, за счёт разницы в площадях, к которым приложена сила давления рабочей жидкости (эффективной площади поперечного сечения). Такие гидроцилиндры осуществляют, например, подъём-опускание отвала многих бульдозеров.

### Телескопические гидроцилиндры

Телескопический гидроцилиндр

Называются так благодаря конструктивному сходству с телескопом или подзорной трубой. Такие гидроцилиндры применяются в том случае, если при небольших размерах самого гидроцилиндра в исходном, то есть сложенном, состоянии, необходимо обеспечить большой ход штока.
Конструктивно представляют собой несколько цилиндров, вставленных друг в друга таким образом, что корпус одного цилиндра является штоком другого. Такие гидроцилиндры имеют исполнение как для одностороннего, так и для двустороннего действия.
Они осуществляют, например, подъём-опускание кузовов во многих самосвалах.

### Дифференциальные гидроцилиндры

Условное графическое обозначение дифференциального гидроцилиндра по ISO 1219

«Обычное» подключение поршневых гидроцилиндров двустороннего действия предусматривает поочередное подключение полостей гидроцилиндра к нагнетательной и сливной магистралям распределителем 4/2 или 4/3, что обеспечивает движение поршня за счет разности давлений.
Соотношение скоростей движения, а также усилий при прямом и обратном ходе, различны и пропорциональны соотношению площадей поршня. Между скоростью и усилием устанавливается зависимость: выше скорость — меньше усилие, и наоборот.
«Кольцевая», или «дифференциальная» схема подключения.
При рабочем ходе (выдвижении штока) жидкость от насоса подается в поршневую полость, вытесняемая же жидкость из штоковой полости, за счет кольцевого подключения (распределитель 3/2), направляется не в гидробак, а подается также в поршневую полость. В результате выдвижение штока происходит намного быстрее, чем в обычной схеме подключения (распределитель 4/2 или 4/3).
Обратный ход (втягивание штока) происходит при подаче жидкости только в штоковую полость, поршневая соединена с гидробаком.
При использовании гидроцилиндра с соотношением площадей поршня 2:1 (в некоторых источниках именно такие гидроцилиндры называются дифференциальными) такая схема позволяет получить равные скорости и равные усилия прямого и обратного ходов, что для гидроцилиндров с односторонним штоком без регулирования или дополнительных элементов получить невозможно.

## Область применения
Гидроцилиндры широко применяют во всех отраслях техники, где используют объёмный гидропривод. Например, в строительно-дорожных, землеройных, подъёмно-транспортных машинах, в авиации и космонавтике, а также в технологическом оборудовании — металлорежущих станках, кузнечно-прессовых машинах.
Управление движением поршня и штока гидроцилиндра осуществляется с помощью гидрораспределителя, либо с помощью средств регулирования гидропривода.